# Mark Ebanks
Mark Ebanks (West Bay, Islas Caimán, 26 de diciembre de 1990) es un futbolista de las Islas Caimán que juega en la posición de delantero y que actualmente milita en el Academy SC de la Liga Premier de las Islas Caimán.

## Carrera

### Club
| Periodo   | Club                     |
| --------- | ------------------------ |
| 2009–2010 | Future SC                |
| 2010–2012 | Ashford Town FC          |
| 2013–2014 | Fort Lauderdale Strikers |
| 2014      | Temecula FC              |
| 2016–2017 | Future SC                |
| 2017–     | Academy SC               |

### Selección nacional
Ha estado en el proceso de selecciones nacionales desde la categoría sub-17. Ha jugado con la selección absoluta desde 2009, su primer gol internacional lo anotó el 4 de octubre de 2010 en la victoria por 4-1 ante Anguila en Bayamón, Puerto Rico por la clasificación a la Copa del Caribe de 2010.

## Logros
- Copa FA de las Islas Caimán (1): 2021/22